# Urta Rozenstruik
Urta Rozenstruik (Paramaribo, 20 mei 1975) is een in Suriname geboren Nederlandse bobsleester en voormalig atlete.

## Biografie

### Atletiek
Urta Rozenstruik startte haar sportieve carrière als jeugdatlete bij de Amsterdamse atletiekvereniging AAC. Zij ontwikkelde zich daar als sprintster, die in de loop van de jaren negentig vooral op de 100 m redelijk presteerde. Haar beste prestatie behaalde zij in 2000, toen zij bij de nationale indoorkampioenschappen in Gent op de 60 m een bronzen medaille veroverde.

### Bobsleeën
Urta Rozenstruik stapte in 2002 over naar de internationale bobsleesport. Ze werd remmer in een tweemansbob en maakt haar afdalingen sindsdien doorgaans met Eline Jurg.
In het seizoen 2005/2006 kwalificeerde Nederland zich al snel met twee vrouwenbobs voor de Olympische Winterspelen 2006 in Turijn.
De samenstelling van de bobs was echter nog niet bekend. Ilse Broeders en Eline Jurg waren de enige stuurders en dus verzekerd van een plaatsje in een bob. Om te bepalen welke remmers er mee zouden gaan, werd er in januari 2006 een startwedstrijd georganiseerd in het Duitse Oberhof. Christel Bertens werd het grootste slachtoffer. De vaste remster van Eline Jurg eindigde als vierde achter Jeannette Pennings, Kitty van Haperen en Urta Rozenstruik.
Pennings vormde in Turijn een duo met Broeders en Jurg ging aan de slag met Van Haperen. Rozenstruik ging mee als reserve en zou invallen, wanneer een van de anderen verhinderd was. Dit gebeurde echter niet, waardoor Rozenstruik vanaf de zijlijn slechts kon toekijken. 

### Atletiektrainster
Urta Rozenstruik is tegenwoordig atletiektrainster bij de Amsterdamse atletiekvereniging Phanos, waar zij onder meer nauw betrokken was bij de begeleiding van sprintsters als Madiea Ghafoor, Jamile Samuel en Kadene Vassell.

## Persoonlijke atletiekrecords
Outdoor
| Discipline | Prestatie | Datum       | Plaats      |
| ---------- | --------- | ----------- | ----------- |
| 100 m      | 12,06 s   | 1 juni 1998 | Hengelo     |
| 200 m      | 25,32 s   | 4 juli 1999 | Stadskanaal |

Indoor
| Discipline | Prestatie | Datum            | Plaats   |
| ---------- | --------- | ---------------- | -------- |
| 50 m       | 6,79 s    | 24 januari 1999  | Den Haag |
| 60 m       | 7,78 s    | 20 februari 1999 | Den Haag |